# Il castello blu
Il castello blu (The Blue Castle) è un romanzo del 1926 della scrittrice canadese Lucy Maud Montgomery, nota soprattutto per il suo romanzo Anna dai capelli rossi (1908).